# Dicranota (Dicranota) fumipennis
Dicranota (Dicranota) fumipennis is een tweevleugelige uit de familie Pediciidae. De soort komt voor in het Nearctisch gebied.